# Cercococcyx
Cercococcyx là một chi chim trong họ Cuculidae.